# Wildberg (Klipphausen)
Wildberg ist ein Ortsteil der Ortschaft Gauernitz in der Gemeinde Klipphausen im Landkreis Meißen, Sachsen. 

## Geographie
Wildberg liegt zwischen Meißen und Dresden im Tal der Elbe. Auf der anderen Elbseite liegen nördlich der Coswiger Stadtteil Kötitz und östlich der Radebeuler Stadtteil Naundorf. Durch Wildberg verläuft die Bundesstraße 6, die es mit den Nachbarorten Niederwartha, das bereits zu Dresden gehört, in südöstlicher und Constappel in westlicher Richtung verbindet. Nächstgelegene Orte in südlicher Richtung sind Weistropp und Kleinschönberg, die beide zur Ortschaft Klipphausen zählen.

## Geschichte

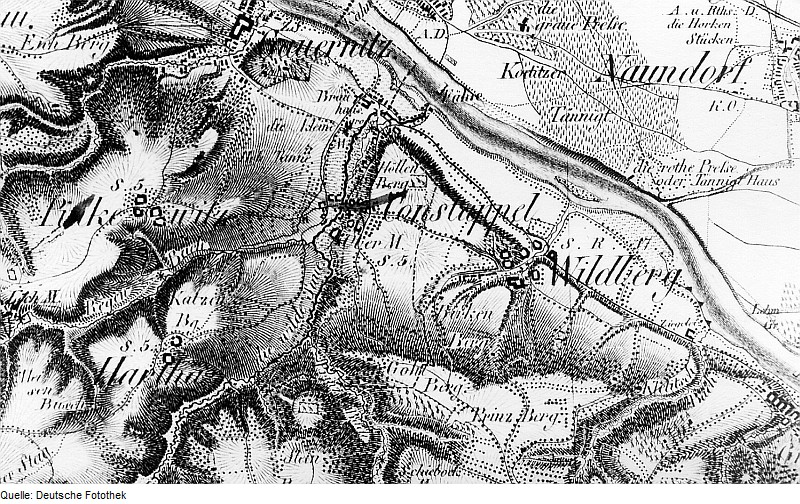
Wildberg auf einer Karte aus dem 19. Jahrhundert

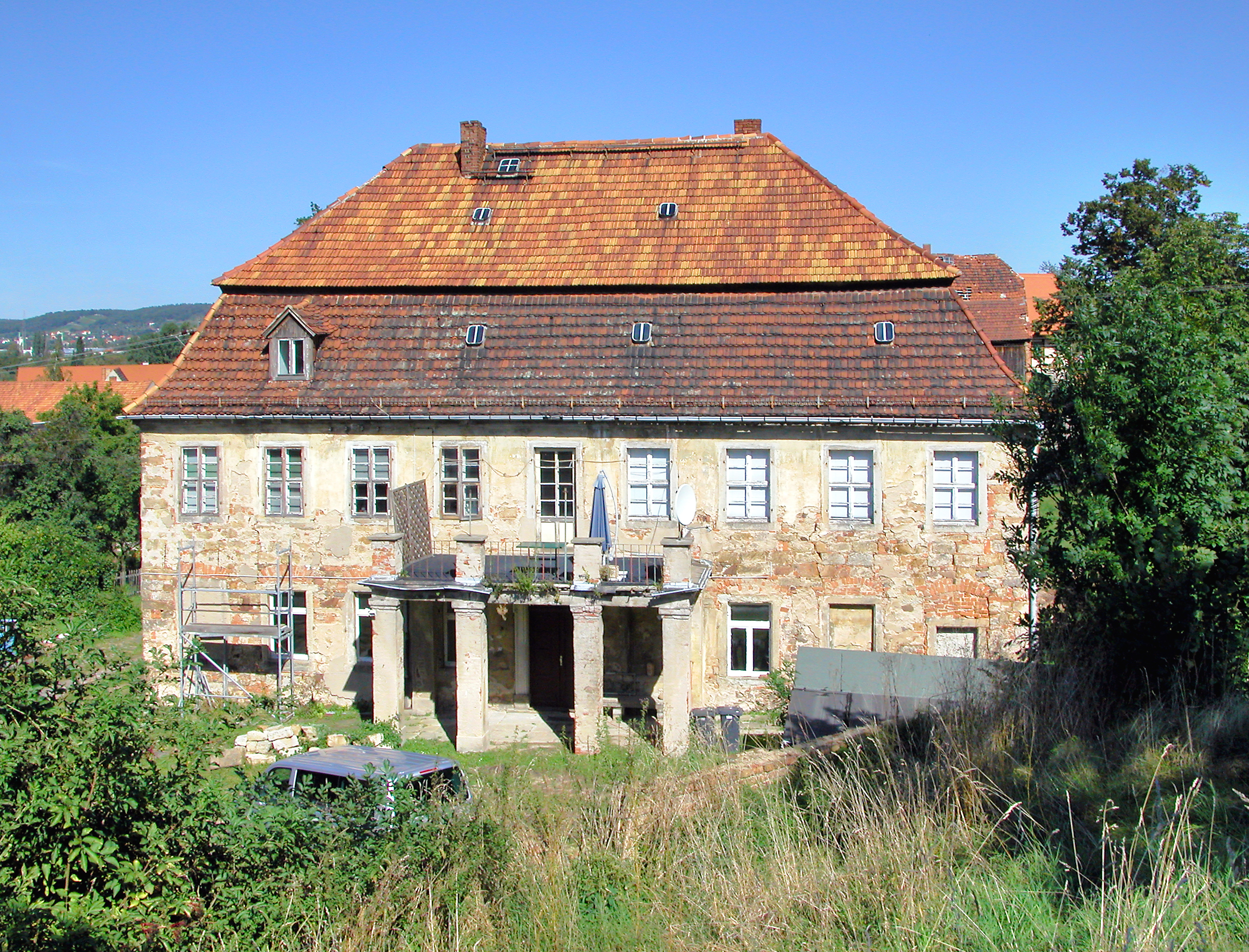
Herrenhaus des Rittergutes, 2007

Erstmals urkundlich erwähnt wurde Wildberg 1227 als Namensbestandteil von „Adela de Wiltberch“. Der Ortsname entwickelte sich anschließend unter anderem über die Stationen „Wilperg“ (1441), „Weltpergk“ (1538) und „Wilprigk“ (1661) hin zur heutigen Form, wobei 1875 in „Vorderwildberg“ und „Hinterwildberg“ unterschieden wurde. Verwaltet wurde das Dorf vom Amt Dresden, im 19. Jahrhundert von der Amtshauptmannschaft Meißen. Die Grundherrschaft übten die Herren des ortsansässigen Rittergutes aus. Im 15. Jahrhundert finden zwei Vorwerke im Ort Erwähnung. Der lockere Rundling verfügte im Jahr 1900 über eine 214 Hektar große Blockflur. Eingepfarrt war der Ort die meiste Zeit nach Weistropp, Niederwildberg vorübergehend auch nach Constappel. Bis 1950 blieb Wildberg selbstständig, dann erfolgte am 1. Juli die Eingemeindung nach Gauernitz. Mit Gauernitz, das ebenso wie Scharfenberg den Status einer Ortschaft besitzt, kam Wildberg am 1. Januar 1999 zur Gemeinde Klipphausen. Da im gleichen Jahr das benachbarte Niederwartha als Teil der Ortschaft Cossebaude nach Dresden eingemeindet wurde, grenzt Wildberg seither unmittelbar an die Landeshauptstadt. Im Ort ist unter anderem das inzwischen als Landhotel genutzte Gut Wildberg erhalten. Daneben sind noch weitere Gebäude im Ort als Kulturdenkmal geschützt (siehe Liste der Kulturdenkmale in Wildberg).

### Einwohnerentwicklung
| Jahr | Einwohner                   |
| ---- | --------------------------- |
| 1587 | 5 besessene Mann, 3 Gärtner |
| 1764 | 8 besessene Mann            |
| 1834 | 204                         |
| 1871 | 209                         |
| 1890 | 179                         |
| 1910 | 360                         |
| 1925 | 354                         |
| 1939 | 414                         |
| 1946 | 443                         |
| 1950 | siehe Gauernitz             |